# Carl-Otto Hallström

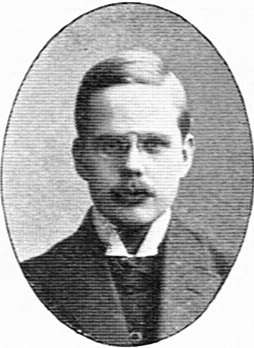
Carl-Otto Hallström

Carl-Otto Hallström, född 27 augusti 1886 i Köping, död 3 mars 1975 i Nacka, var en svensk arkitekt.

## Biografi
Hallströms far Ivar Hallström var disponent vid Köpings mekaniska verkstad. Hallström utbildade sig 1905-1909 vid Kungliga Tekniska högskolan och studerade därefter 1909-1912 vid Kungliga Konsthögskolan.
Han var till en början anställd hos Isak Gustaf Clason och därefter hos Ivar Tengbom samt hos Torben Grut innan han startade egen verksamhet 1917 vilken han drev fram till 1972. Från 1920 var han Tjänstgörande arkitekt utom stat vid Byggnadsstyrelsen. 1926 blev han sakkunnig arkitekt vid Socialstyrelsens fattigvårdsbyrå, och mellan 1937 och 1944 var han chefsarkitekt vid Fortifikationsstyrelsens kasernbyrå.
Hallström gifte sig 1919 med Ellen Bergh och tillsammans fick de barnen Lena och Dick.

## Verk i urval
- Sturegatan 16, Stockholm, om- och tillbyggnad. 1921-23
- Danderydsgatan, Stockholm, 10 & 12, 1924-1927
- Villa Grimberg, Carl Grimbergs villa, Djursholm 1925-1927
- Invändiga restaureringar av Wrangelska palatset och Örebro slott på 1920-talet.
- Socialdepartementets typritningar till barnkolonier
- Forsviks kyrka, 1933–1934
- Nya maskinverkstaden vid Köpings Mekaniska Verkstad, 1941-1943
- Byggnader för Signalregementet i Frösunda, Solna, 1942

## Bilder

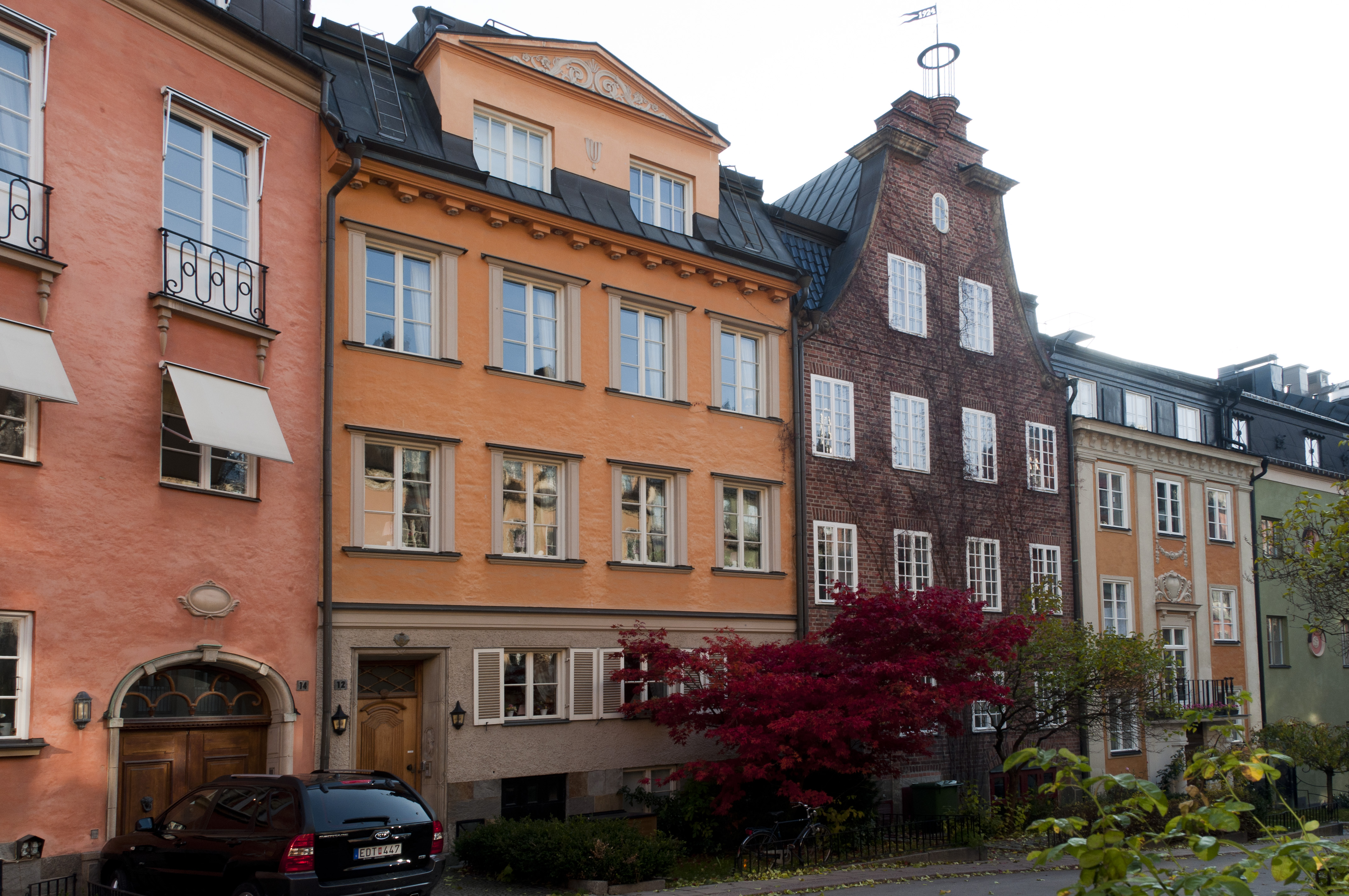
Danderydsgatan 10 & 12
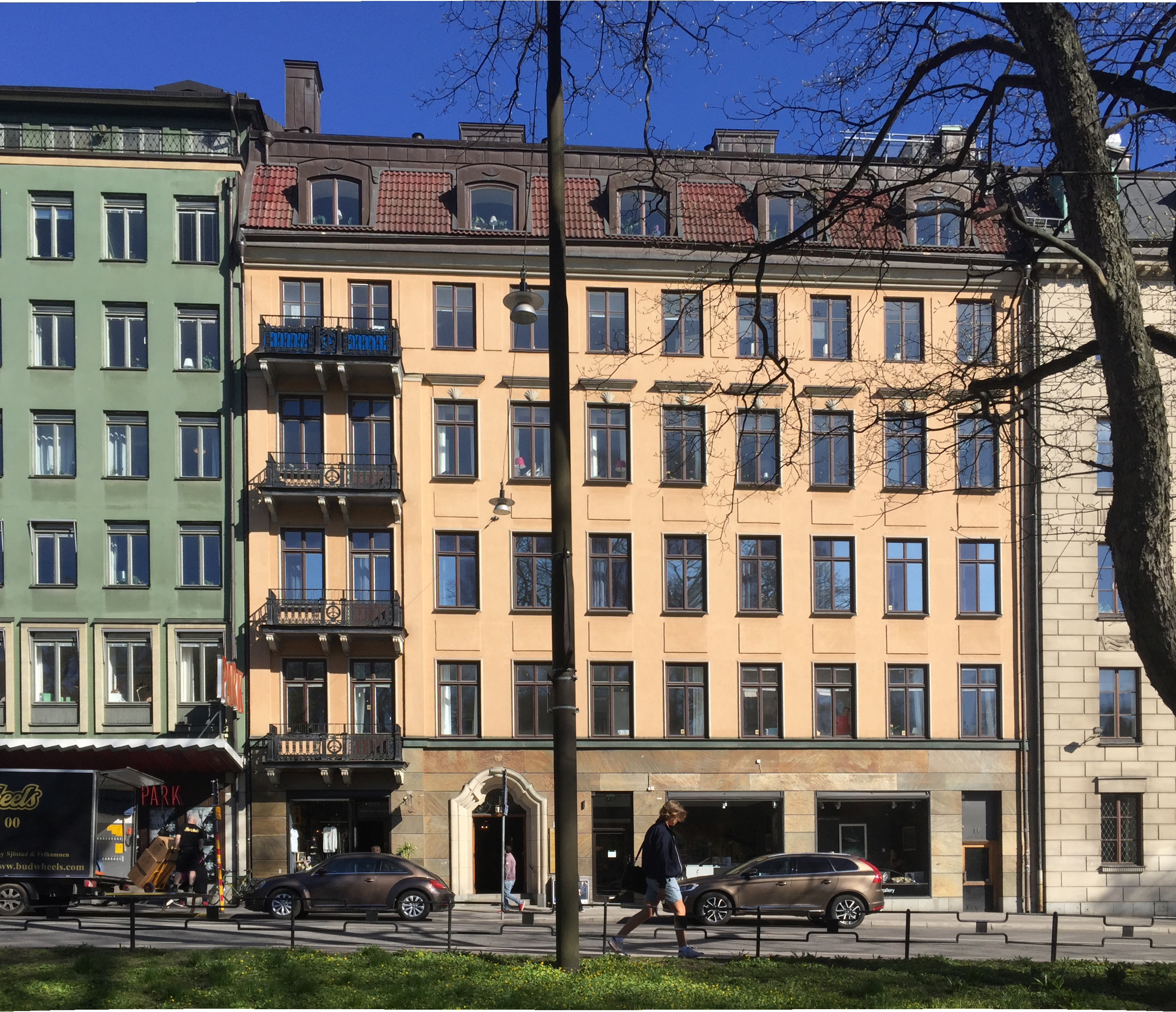
Sturegatan 16
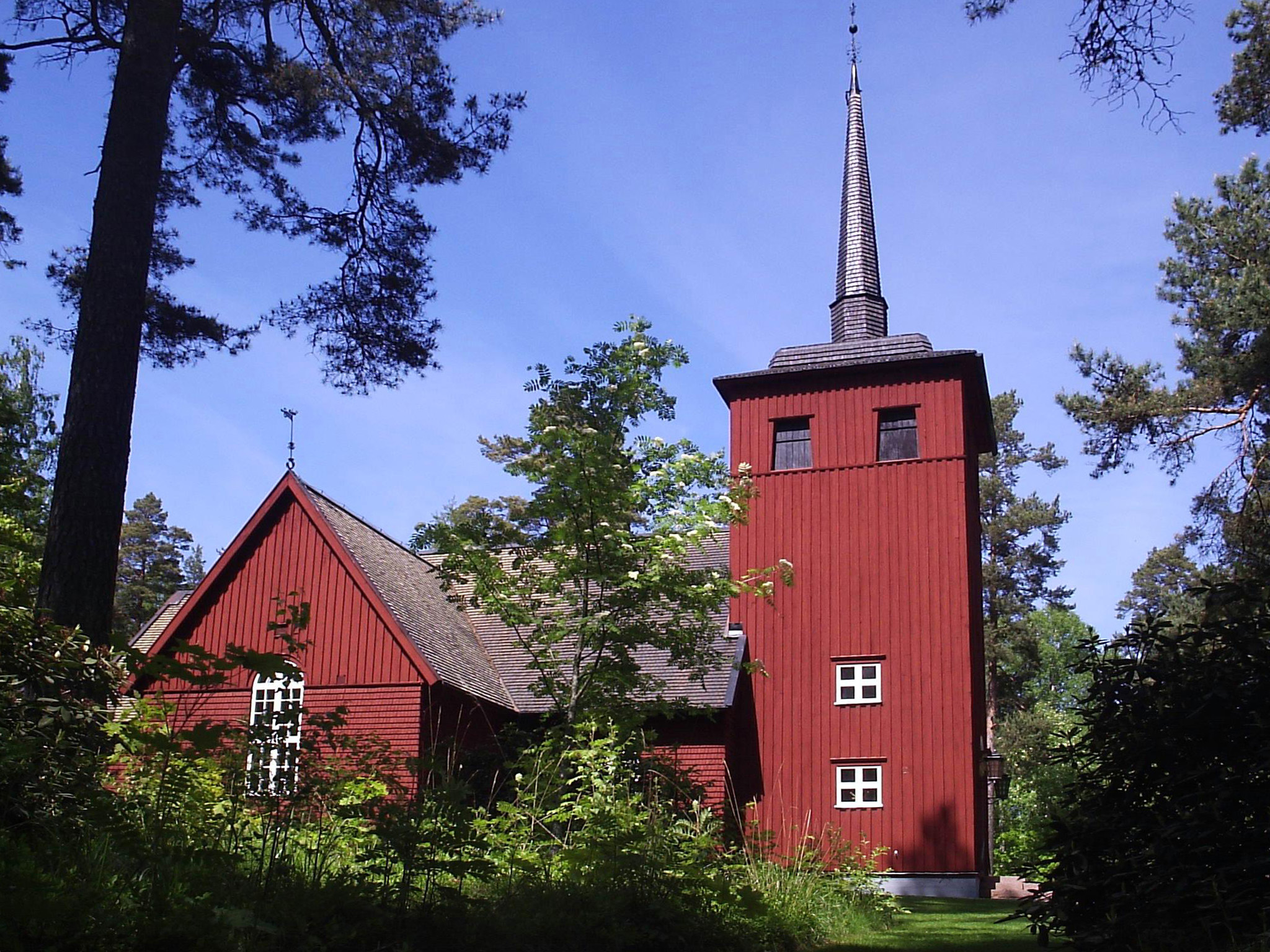
Forsviks kyrka
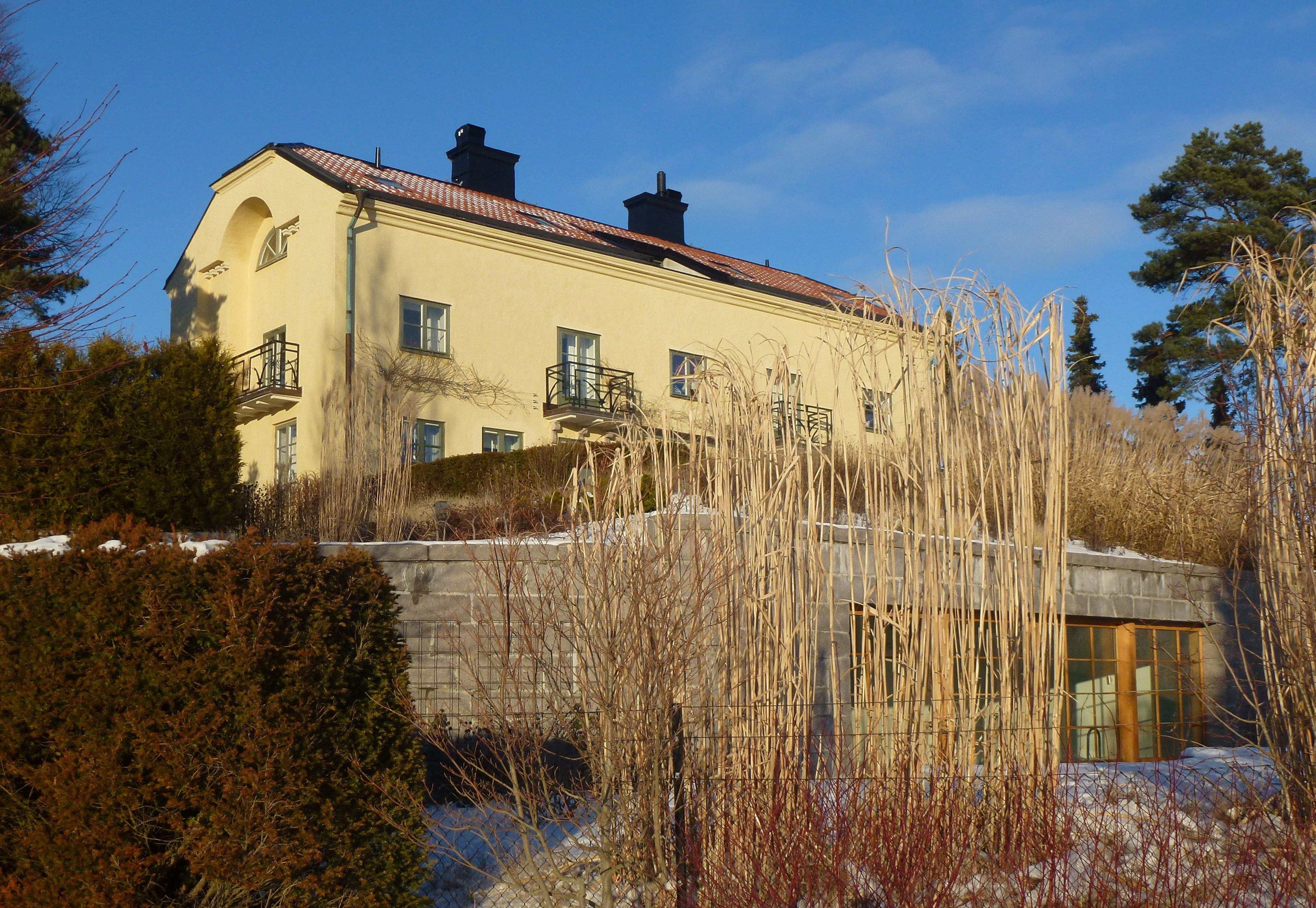
Villa Grimberg.